# Nabucco
Nabucco es una tragedia lírica en cuatro partes con música de Giuseppe Verdi y libreto en italiano de Temistocle Solera, basada en el Antiguo Testamento y la obra Nabuchodonosor, de Anicète Bourgeois y Francis Cornue. Fue estrenada el 9 de marzo de 1842 en La Scala de Milán, con Giuseppina Strepponi en el papel de Abigaille.

## Historia
Fue compuesta en un período particularmente difícil de la vida del compositor. Su esposa y sus dos hijos pequeños habían muerto poco tiempo antes y Verdi prácticamente había decidido no volver a componer. El libreto de Nabucco llegó a sus manos casi de casualidad. La composición emprendida casi a regañadientes dio como resultado una obra que cautivó a toda Italia. En el estreno, el papel de Abigaille fue interpretado por Giuseppina Strepponi, quien se convertiría en compañera sentimental y luego esposa de Verdi. Se dice que la dificultad del papel causó el declive vocal de la cantante.
Esta ópera fue el primer éxito importante del compositor y con ella se inician los llamados años de galera, en los que compuso a un ritmo frenético, produciendo diecisiete óperas en doce años. El éxito se debe en parte a las cualidades musicales de la obra y en parte a la asociación que hacía el público entre la historia del pueblo judío y las ambiciones nacionalistas de la época. Uno de los símbolos que utilizó, y quizás sigue utilizando, el pueblo para reforzar el ideal independentista fue el coro Va, pensiero, del tercer acto, uno de los pasajes corales más representativos de la época. El número más conocido de la ópera es el "Coro de los esclavos judíos," Va, pensiero, sull'ali dorate ("Vuela, pensamiento, en alas doradas"). En su época, los italianos lo asimilaron como un canto contra la opresión extranjera en que vivían.
No es fácil conseguir una soprano dramática que pueda medirse con la despiadada tesitura de la malvada Abigaille. El papel ha sido considerado como la caída de numerosas cantantes. Fue caballo de batalla de María Callas en los comienzos de su carrera; lo interpretó completo sólo tres veces y sólo se grabó una vez en vivo, en 1949, pudiéndose oír en la grabación que el "Va pensiero" fue interrumpido por muchos gritos, pero el coro siguió adelante. Cuando se repitió, el público guardó silencio y luego al final mostraron su aplauso entusiasta. Leontyne Price y Dame Joan Sutherland rechazaron cantarlo. Marisa Galvany, Amy Shuard, Daniza Mastilovic, Ghena Dimitrova, Dunja Vejzovic, Hilda Holzl y Jadranka Jovanovic y la española Ángeles Gulín (1939-2002) son recientes intérpretes del papel así como las más líricas Renata Scotto y Julia Varady. Maria Guleghina debutó en la Arena de Verona en 1996 con este papel. Se dice que Elena Souliotis y Anita Cerquetti la cantaron antes de estar preparadas para el papel y su alta tesitura sin duda dañó sus voces.[cita requerida]
El éxito de la ópera perdura hasta hoy día. Aunque no se representa tantas veces como otras óperas de Verdi, aún se encuentra entre las más representadas del repertorio operístico mundial; en las estadísticas de Operabase aparece la n.º 17 de las cien óperas más representadas en el período 2005-2010, siendo la 10.ª en Italia y la cuarta de Verdi, con 183 representaciones. El estreno americano se produjo en el Teatro Colón de Buenos Aires en 1914 con la Compañía y dirección de Tulio Serafín, volviéndose a representar en las temporadas oficiales 1956, 1972, 1988 y 1991. Ha sido una obra permanente de la Metropolitan Opera desde que se representó allí por vez primera durante la temporada 1960/61. Es la única ópera temprana de Verdi, aparte de Ernani y Luisa Miller, que se ha representado regularmente en el Met en tiempos recientes, habiéndose representado en 2001, 2003, 2004 y 2005. Nabucco se representa también con regularidad en la Arena de Verona, donde estuvo en 2002, 2003, 2005, 2007 y 2008. Entre las interpretaciones grabadas en DVD están las de la Arena de Verona (1981 y 2007); La Scala (1987), Opera Australia (1996), Teatro San Carlo de Nápoles (1997), Ópera Estatal de Viena (2001), Metropolitan Opera (2002), Teatro Carlo Felice de Génova (2004), Teatro Municipal de Piacenza (2004), y Festival de Ópera de St. Margarethen en Austria (2007). Muchas otras compañías la han interpretado, incluyendo la Ópera de San Francisco en 1982, la Ópera de Sarasota en 1995, la Royal Opera House de Londres en 1996, el Nuevo Teatro Nacional de Tokio en 1998, el Teatro Colón en 2000, la Ópera de Baltimore en 2006, y el Teatro Regio de Parma en 2008 como parte de su "Festival Verdi" en desarrollo.
Nabucco se representó en la temporada 2009-2010 en el Teatro de Ópera de Míchigan y la Ópera de San Diego. La Ópera de Israel celebró su 25.º aniversario en 2010 con Nabucco representado en Masada. La Ópera Nacional de Washington lo representó durante la porción de primavera de la temporada 2011/2012.

## Personajes
| Personaje                                      | Tesitura     | Elenco del estreno, 9 de marzo de 1842 (Director: - Eugenio Cavallini) |
| ---------------------------------------------- | ------------ | ---------------------------------------------------------------------- |
| Nabucco, rey de Babilonia                      | barítono     | Giorgio Ronconi                                                        |
| Abigaille, supuesta hija mayor de Nabucco      | soprano      | Giuseppina Strepponi                                                   |
| Zaccaria, sumo sacerdote de Israel             | bajo         | Prosper Dérivis                                                        |
| Fenena, hija menor de Nabucco                  | mezzosoprano | Giovannina Bellinzaghi                                                 |
| Ismaele, sobrino de Sedecías, amante de Fenena | tenor        | Corrado Miraglia                                                       |
| Sumo sacerdote de Baal                         | bajo         | Gaetano Rossi                                                          |
| Anna, hermana de Zaccaria                      | soprano      | Teresa Ruggeri                                                         |
| Abdallo, soldado babilonio                     | tenor buffo  | Napoleone Marconi                                                      |
| Pueblo, soldados                               |              |                                                                        |

## Argumento[8]
Tiempo: 587 a. C.
Lugar: Jerusalén y Babilonia

### Parte I: Jerusalén
Interior del templo de Jerusalén
Nabucco entra en Jerusalén. La presencia de una rehén, Fenena, hija menor de Nabucco, puede asegurar la paz (Aria: Come notte a sol fulgente / "Como la noche antes del sol"). Zaccaria confía la seguridad de Fenena a Ismaele, sobrino del rey de Jerusalén y anterior enviado a Babilonia. Aunque Fenena e Ismaele se aman, cuando los dejan solos, Ismaele le urge a ella a que escape antes que arriesgar su vida. La hija mayor de Nabucco, Abigaille, entra en el templo con soldados disfrazados. Ella también ama a Ismaele. Al descubrir a los amantes, amenaza a Ismaele: si no abandona a Fenena, Abigaille la acusará de traición. Entra el propio rey (Viva Nabucco / "Viva Nabucco"). Zaccaria lo desafía, amenazando con matar a Fenena con una daga. Ismaele interviene para salvarla. Nabucco responde ordenando la destrucción del templo, y los judíos maldicen a Ismaele como un traidor.

### Parte II: El impío
Escena 1: El palacio en Babilonia
Abigaille ha descubierto un documento que prueba que ella no es la auténtica hija de Nabucco, sino una esclava (Aria: Anch'io dischiuso un giorno / "Yo también una vez abrí mi corazón a la felicidad"). El Sumo Sacerdote de Baal lanza un golpe para poner a Abigaille en el trono, mientras que extiende el rumor de que Nabucco ha muerto en batalla, y ellos dejan a Abigaille cantando la cabaletta: Salgo già del trono aurato / "Estoy preparada para ascender al trono dorado").
Escena 2: Una sala en el palacio en Babilonia
Zaccaria espera a Fenena (Vieni, o Levita / "Traed las tablas de la ley"). Ella se convierte a la religión judía, e Ismaele se reconcilia con los judíos. Sin embargo, se anuncia que el rey ha muerto y Abigaille y el Sumo Sacerdote de Baal exigen la corona a Fenena. Inesperadamente entra el mismo Nabucco, enfadado con ambos lados, tanto con Baal, como con el dios hebreo que él ha derrotado. Se declara a sí mismo Dios. Cuando Zaccaria se queja, Nabucco ordena que maten a los judíos. Fenena dice que ella compartirá su suerte. Repitiendo que él es ahora dios: Non son piu re, son dio / "¡No soy un rey! ¡Soy un dios!"), Nabucco es fulminado por un rayo y pierde sus sentidos.

### Parte III: La profecía
Escena 1: Los jardines colgantes de Babilonia
El Sumo Sacerdote de Baal presenta a Abigaille el decreto de muerte contra los judíos y Fenena. Nabucco entra enloquecido, reclamando su trono. Abigaille le convence para sellar el decreto, pero él le pide salvar a Fenena. Le dice a Abigaille que ella no es su verdadera hija sino una esclava. Abigaille se burla de él, destruyendo el documento con la evidencia de sus verdaderos orígenes. Entendiendo que él es ahora un prisionero, ruega por la vida de Fenena. (Dúo: Oh di qual onta aggravasi questo mio crin canuto / "Oh qué afrenta debo soportar en mi ancianidad").
Escena 2: Orillas del río Éufrates
Los judíos añoran su tierra natal: Va pensiero, sull'ali dorate / "Vuela, pensamiento en alas doradas; vuela y asientate en las laderas y las colinas"). Zaccaria de nuevo les exhorta a tener fe: Dios destruirá Babilonia.

### Parte IV: El ídolo caído
Escena 1: El palacio en Babilonia
Nabucco se despierta, ha recobrado completamente su razón y su fuerza. Ve que llevan a Fenena, encadenada, a la muerte. Pide perdón al Dios de los judíos, y promete reconstruir el templo de Jerusalén y seguir la fe verdadera (Dio di Giuda / "¡Dios de Judá!").
Escena 2: Los jardines colgantes de Babilonia
Conforme Zaccaria lidera a Fenena y los judíos a la muerte (Va! La palma del martirio......dischius'è il firmamento / "Ve, doncella, y conquista la palma del martirio"...."Oh, ¡el cielo se ha abierto!") en el altar de los sacrificios de Baal, Nabucco entra con la espada en la mano. A una palabra suya, el ídolo de Baal se rompe en pedazos. Nabucco libera a los judíos y asegura que construirá un nuevo templo a su Dios. Entra Abigaille, que se ha envenenado y expresa su remordimiento, pidiendo el perdón de Fenena y muere. Zaccaria aclama a Nabucco como el servidor de Dios y el rey de reyes.

## Grabaciones
| Año  | Cast (Nabucco, Abigaille, Zaccaria, Ismaele, Fenena)                                              | Director, Teatro de ópera y orquesta                              | Sello discográfico                                        |
| ---- | ------------------------------------------------------------------------------------------------- | ----------------------------------------------------------------- | --------------------------------------------------------- |
| 1951 | Paolo Silveri, Caterina Mancini, Antonio Cassinelli, Mario Binci, Gabriella Gatti                 | Fernando Previtali, Orquesta Sinfónica y Coro de la RAI de Roma   | Audio CD: Warner Fonit 8573 82646-2                       |
| 1965 | Tito Gobbi, Elena Souliotis, Carlo Cava, Bruno Prevedi, Dora Caral                                | Lamberto Gardelli, Coro y orquesta de la Ópera Estatal de Viena   | Audio CD: Decca Cat: 417 407-2                            |
| 1978 | Matteo Manuguerra, Renata Scotto, Nicolai Ghiaurov, Veriano Lucchetti, Yelena Obraztsova          | Riccardo Muti, Coro y Orquesta New Philharmonia, Londres          | Audio CD:EMI                                              |
| 1982 | Piero Cappuccilli, Ghena Dimitrova, Yevgueni Nesterenko, Plácido Domingo, Lucia Valentini Terrani | Giuseppe Sinopoli, Ópera Alemana de Berlín                        | Audio CD: DG Cat: DG 410 512-2                            |
| 1987 | Renato Bruson, Ghena Dimitrova, Paata Burchuladze, Bruno Beccaria, Raquel Pierotti                | Riccardo Muti, Coro y Orquesta de La Scala de Milán               | DVD: Warner Cat: 5050467-0944-2-0                         |
| 2002 | Juan Pons, María Guleghina, Samuel Ramey, Gwyn Hughes Jones, Wendy White                          | James Levine, Metropolitan Opera                                  | DVD: DG, grabación en vivo Cat: B0006O9M6S                |
| 2004 | Alberto Gazzale, Susan Neves, Orlin Anastassov, Yasuharu Nakajiima, Annamaría Popescu             | Riccardo Frizza, Coro y orquesta del Teatro Carlo Felice          | DVD: Dynamic, grabación en vivo Cat: 33465                |
| 2004 | Renato Bruson, Maurizio Frusoni, Lauren Flanigan, Carlo Colombara, Mónica Bacelli                 | Paolo Carignani, Coro y orquesta del Teatro San Carlos de Nápoles | DVD: Brilliant Classics, grabación en vivo Cat: 92270     |
| 2007 | Leo Nucci, María Guleghina, Carlo Colombara, Fabio Sartori, Nino Surguladze,                      | Daniel Oren, Orquesta y coro de la Arena de Verona                | DVD: Decca, grabación en vivo Cat: DDD 0440 074 3245 7 DH |